# Ricla
Ricla es un municipio y localidad española de la provincia de Zaragoza, en la comunidad autónoma de Aragón. El término municipal, ubicado en la comarca de Valdejalón, tiene una población de 2949 habitantes (INE 2024).

## Geografía
Integrado en la comarca de Valdejalón, se sitúa a 56 km de la capital provincial. Su término municipal está atravesado por la autovía del Nordeste entre los pK 266 y 270. El relieve del municipio es variado, pero predominan los terrenos llanos del valle del Jalón que se abren a la depresión del Ebro. El río Jalón discurre por el territorio de oeste a este recibiendo las aguas del río Grío, su afluente por la derecha. Entre los barrancos y las zonas llanas cercanas a los ríos se levantan algunas sierras y elevaciones, últimas estribaciones del sistema Ibérico zaragozano, sobre todo al norte y al oeste, destacando la sierra de Monegre (con alturas superiores a los 750 m), el cerro Cabezo Redondo (595 m) y al oeste, el puerto de la Perdiz (561 m) sirve de paso a la autovía en el límite con Chodes. En el valle del río se alcanzan los 350 m de altitud. El pueblo se alza a 405 m sobre el nivel del mar. 
| Noroeste: Nigüella y Arándiga                | Norte: Épila                   | Noreste: Épila y Salillas de Jalón |
| Oeste: Arándiga                              |                                | Este: Calatorao                    |
| Suroeste: Chodes y La Almunia de Doña Godina | Sur: La Almunia de Doña Godina | Sureste: La Almunia de Doña Godina |

Su temperatura media anual es 13,9 °C y su precipitación anual es de 413 mm.

## Historia

### Edad Antigua
Los historiadores centran la importante ciudad celtibéra de Nertóbriga en el término municipal de la actual Ricla. Aunque la localización estratégica del monte Agualí, entre los ríos Jalón y Grío, hacen de este un lugar idóneo para el emplazamiento de la ciudad celtíbera, en la actualidad no se puede constatar su localización exacta. Por otra parte, el escudo de Ricla, en donde aparece una piel de lobo atravesada por una lanza, hace alusión a la rendición de Nertóbriga al cónsul romano Marcelo Claudio Marcelo. Ello ocurrió en el marco de la segunda guerra celtíbera, en el año 152 a. C.
Del pasado romano de Ricla sólo quedan los restos de un puente, ahora cubierto por las piedras que ha arrastrado el río.
Asimismo, varias tumbas con ajuar funerario romano halladas cerca de las piscinas municipales, fueron datadas entre los siglos II y III d. C. Se piensa que pudieron formar parte de una necrópolis más amplia.

### Edad Media y Moderna

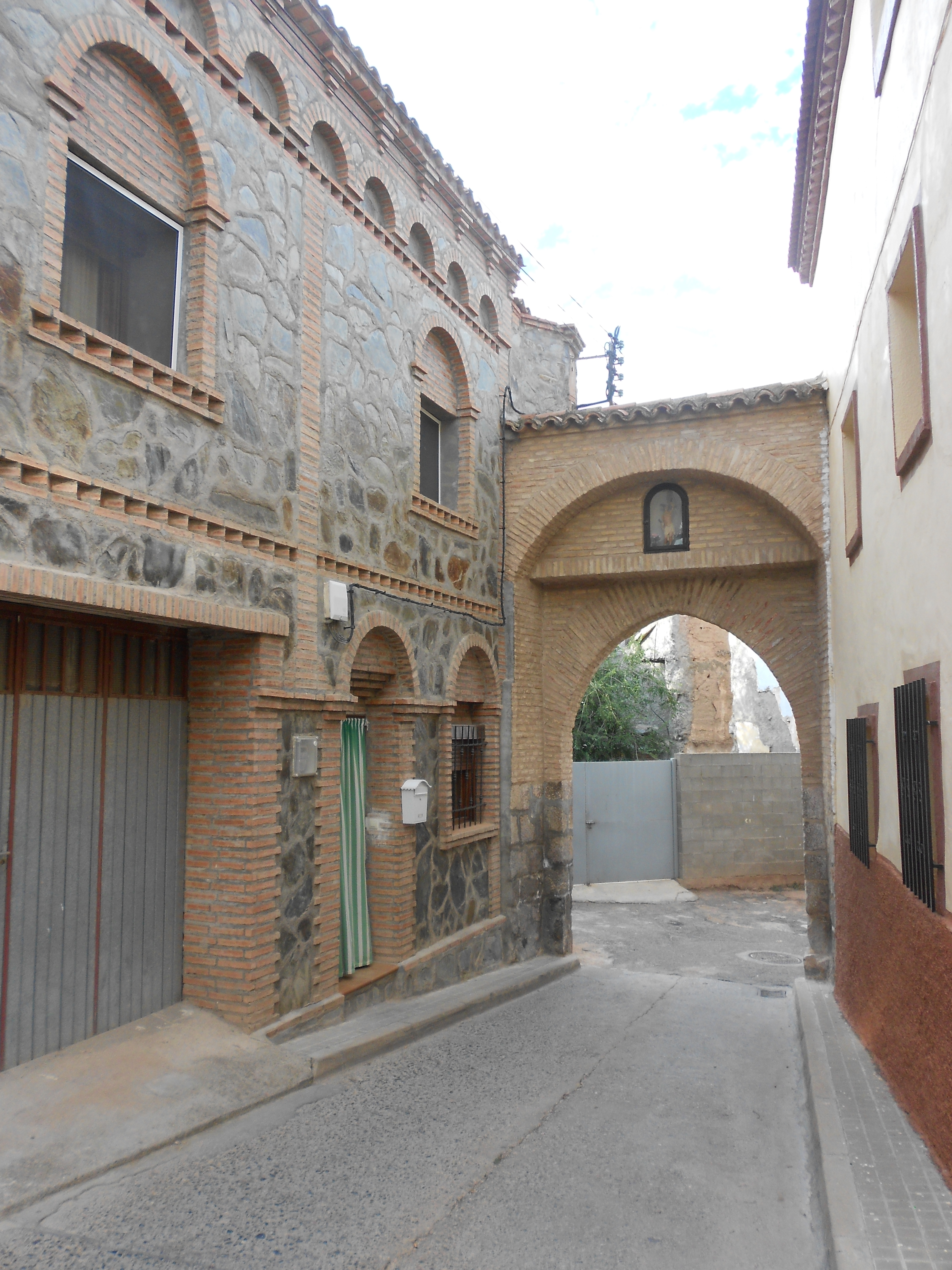
Arco de San Sebastián, que antaño separaba la ciudad cristiana de la musulmana.

No hay vestigios del pasado visigótico de Ricla; existen dudas sobre el origen de unas tumbas halladas en la década de 1960, que bien pudieran ser visigodas o bien musulmanas. No obstante, algunos autores han querido ver en el topónimo Ricla un origen visigodo («Rikila»).
Durante la invasión árabe de la península ibérica, las tropas de Muza ocuparon Nertóbriga, en su camino hacia Zaragoza. El pasado mudéjar de Ricla caracteriza la morfología de sus calles, sus elementos arquitectónicos y sus sistemas de riego.
Reconquistada en 1120 por Alfonso I, su población morisca permaneció en la villa durante siglos. Su tenencia fue disfrutada por numerosos caballeros y nobles entre los que destacan Ato Orella, Lope López y posteriormente sus hijos, Arnal Mir y García Ortiz de Albero. Al menos en dos ocasiones fue encomendada a dos mujeres: Teresa, en abril de 1144, y Mayor, en 1178. En aquella época la localidad estaba dividida en dos zonas diferenciadas; la parte alta ocupada por la población musulmana, y la baja por la población cristiana. Existía un muro que dividía las dos partes y que tenía dos puertas, abiertas durante el día pero cerradas por la noche. El arco de una de las dos puertas, el Arco de San Sebastián, aún se conserva.
Desde finales del siglo XII, la Orden del Temple tuvo instalada una encomienda en esta villa, recibiendo sus comendadores el título de «Ricla y Calatayud», hasta que en 1289 la encomienda fue trasladada a esta ciudad. Pedro IV la cedió al conde de Trastámara, don Enrique, pero posteriormente pasó a la Corona hasta que, en 1394, Martín I la vendió con todos sus términos y derechos señoriales al conde Fernando López de Luna. Por el matrimonio de este con Emilia Ruiz de Azagra fueron incorporados al señorío de Ricla las localidades de Muel y Villafeliche. Al hijo de ambos, Juan de Luna y Azagra, le fue confiscado el señorío por orden de Alfonso V, pero más tarde le fue devuelto. La expulsión de los moriscos de Aragón en 1610 tuvo una importante repercusión en la localidad, dejándola prácticamente despoblada.

### Edad Contemporánea
El decimotercer tomo del Diccionario geográfico-estadístico-histórico de España (1849) de Pascual Madoz refiere que Ricla, asentada en un terreno «de la mejor calidad y muy fértil su huerta, que fertiliza el río Jalón, sobre el que tiene un puente», tenía «491 casas, inclusas las del ayuntamiento y cárcel». En esa época, la localidad producía trigo, cebada, vino, aceite, así como toda clase de frutas y legumbres, exportándose las frutas sobrantes. Contaba con dos molinos harineros, uno de papel de estraza, tres fábricas de aguardiente y cuatro hornos de pan cocer.

## Demografía
Ricla cuenta con una población de 2949 habitantes (INE 2024).
| Gráfica de evolución demográfica de Ricla entre 1842 y 2021                                                         |
| |
| Población de derecho según los censos de población del INE Población de hecho según los censos de población del INE |

| Nacionalidad | Hombres | Mujeres | Total | %      | Proporción |
| ------------ | ------- | ------- | ----- | ------ | ---------- |
| Española     | 929     | 815     | 1744  | 59.4 % |            |
| Extranjera   | 656     | 532     | 1188  | 40. 5% |            |

| País                 | Hombres | Mujeres | Total | %      | Proporción |
| -------------------- | ------- | ------- | ----- | ------ | ---------- |
| Rumania              | 487     | 475     | 962   | 81.0 % |            |
| Argelia              | 102     | 10      | 112   | 9.4 %  |            |
| Marruecos            | 35      | 16      | 51    | 4.3 %  |            |
| Portugal             | 8       | 4       | 12    | 1.0 %  |            |
| Chile                | 6       | 2       | 8     | 0.6 %  |            |
| Polonia              | 3       | 5       | 8     | 0.6 %  |            |
| Bulgaria             | 2       | 5       | 7     | 0.5 %  |            |
| Colombia             | 1       | 4       | 5     | 0.4 %  |            |
| China                | 2       | 2       | 4     | 0.3 %  |            |
| Alemania             | 1       | 0       | 1     | 0.08 % |            |
| Brasil               | 0       | 1       | 1     | 0.08 % |            |
| Pakistán             | 1       | 0       | 1     | 0.08 % |            |
| República Dominicana | 0       | 1       | 1     | 0.08 % |            |
| Uruguay              | 1       | 0       | 1     | 0.08 % |            |

En el fogaje de 1495 —censo del Reino de Aragón ordenado por el rey Fernando el Católico—, Ricla cuenta con 83 «fuegos» u hogares, lo que equivale aproximadamente a 380 habitantes.
En el censo de España de 1857 Ricla figura con una población de 2169 habitantes, que para 1877 se habían incrementado a 2262.
El municipio alcanzó los 3569 habitantes en 2010 (máximo histórico), habiendo disminuido su población hasta los 2869 habitantes en 2020 (INE).

## Economía
La riqueza hortofrutícola prima sobre las demás, algo que sucede en la mayoría de los pueblos del valle del Jalón.
Por ello, la agricultura es una actividad a la que se dedican buena parte de los vecinos y que reúne a trabajadores de diferentes países durante los meses de verano.
La campaña más importante es la de la cereza, en todas sus variedades, y que supone una de las producciones más importantes de Aragón y de España.

## Administración y política

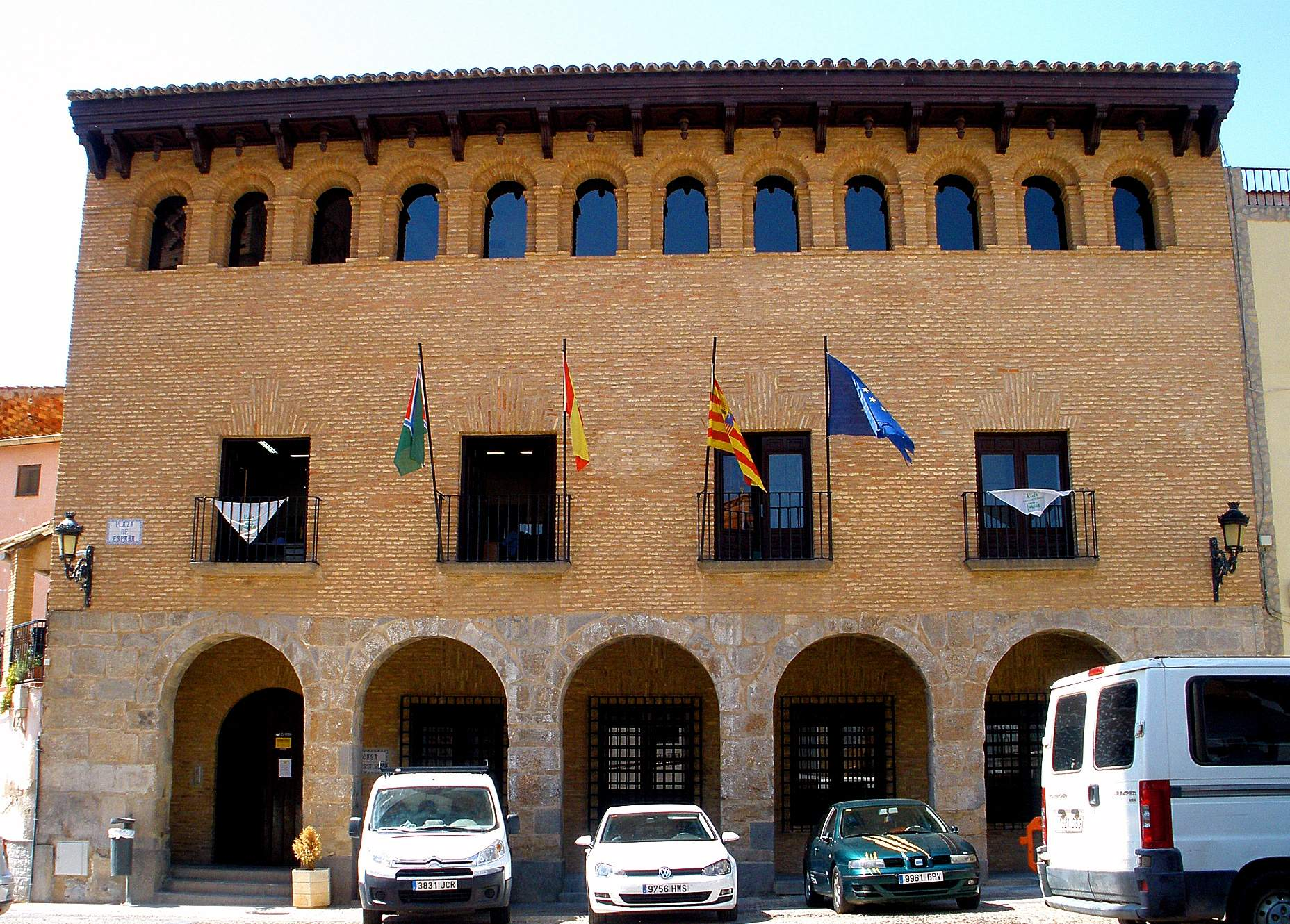
Ayuntamiento de Ricla, en la plaza de España

| Período   | Alcalde                | Partido |  |
| --------- | ---------------------- | ------- |  |
| 1979-1983 | Felipe Batanero Marco  | UCD     |  |
| 1983-1987 |                        |         |  |
| 1987-1991 |                        |         |  |
| 1991-1995 |                        |         |  |
| 1995-1999 |                        |         |  |
| 1999-2003 |                        |         |  |
| 2003-2007 |                        |         |  |
| 2007-2011 | Francisco Romero Mañas | CHA     |  |
| 2011-2015 | Francisco Romero Mañas | CHA     |  |
| 2015-2019 | Ignacio Gutiérrez      | PSOE    |  |

| Partido político    | Partido político                                   | 2003   | 2007   | 2011   | 2015   |
| Partido político    | Partido político                                   | Ediles | Ediles | Ediles | Ediles |
|                     | Partido de los Socialistas de Aragón (PSOE-Aragón) | 0      | 1      | 2      | 5      |
|                     | Partido Aragonés (PAR)                             | 4      | 3      | 3      | 3      |
|                     | Izquierda Unida (IU)                               | —      | —      | —      | 2      |
|                     | Partido Popular de Aragón (PP)                     | 3      | 1      | 1      | 1      |
|                     | Chunta Aragonesista (CHA)                          | 4      | 6      | 5      | 0      |
| Total de concejales | Total de concejales                                | 11     | 11     | 11     | 11     |

## Patrimonio

### Patrimonio paleontológico
Ricla es un referente en el mundo de la paleontología, ya que en esta localidad se encuentra el «Barranco de las Conchas», yacimiento en el que han aparecido importantes fósiles y que conserva piezas de todas las etapas del Jurásico. Hace 600 millones de años, todo el solar de Aragón estaba cubierto por las aguas del Mar Paleotethys, por el que discurrían amonites, peces y reptiles marinos.
Entre las piezas halladas en esta zona destaca el Maledictosuchus riclaensis, crocodyliforme conocido como «cocodrilo de Ricla», fósil único en el mundo.
En este barranco y sus alrededores se pueden observar numerosos restos fósiles de bivalvos y cefalópodos, entre los que figuran rhynconellas, terebrátulas, belemnites y ammonites.

### Patrimonio urbano

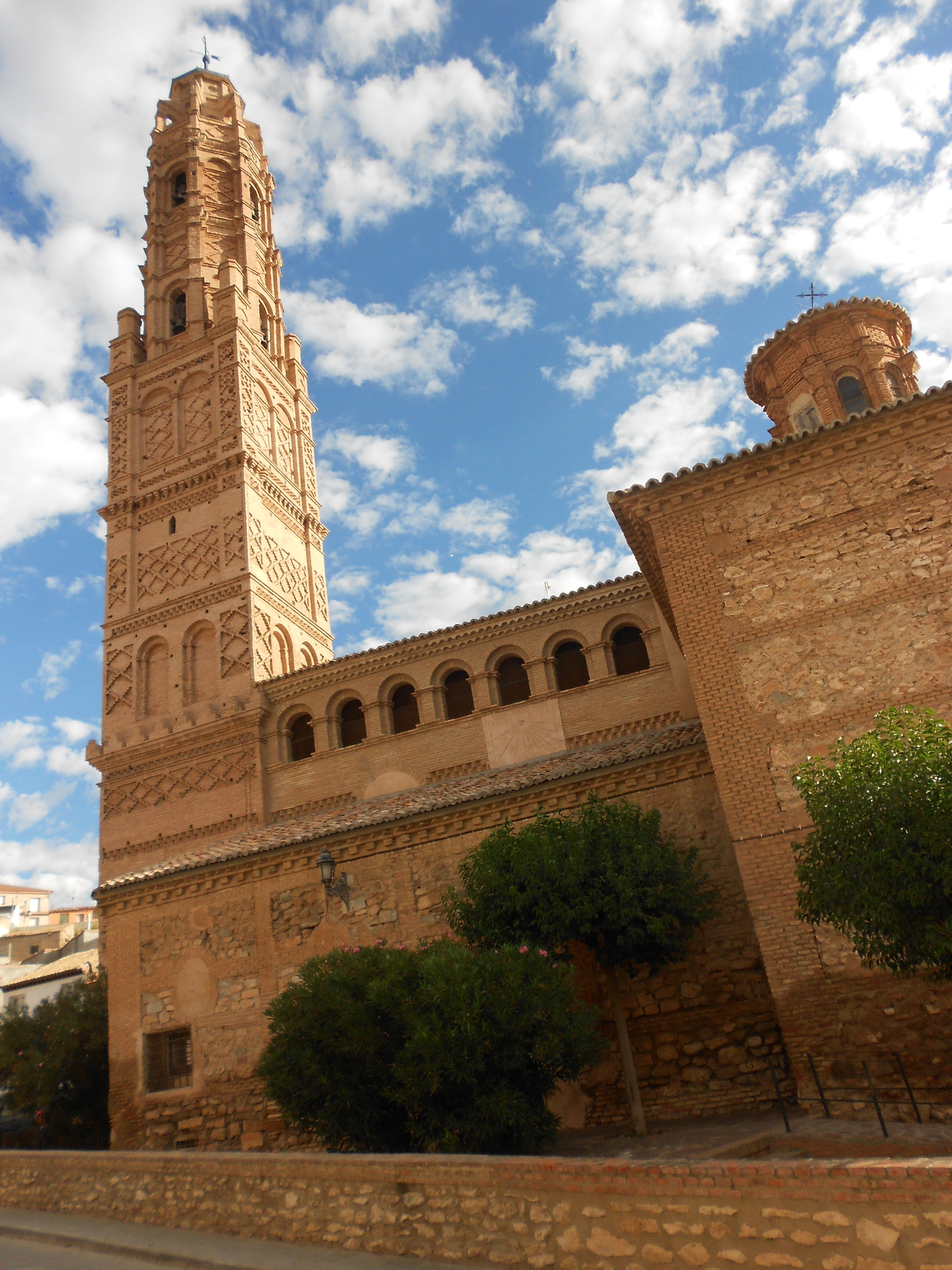
Iglesia de la Asunción de Nuestra Señora, templo del.

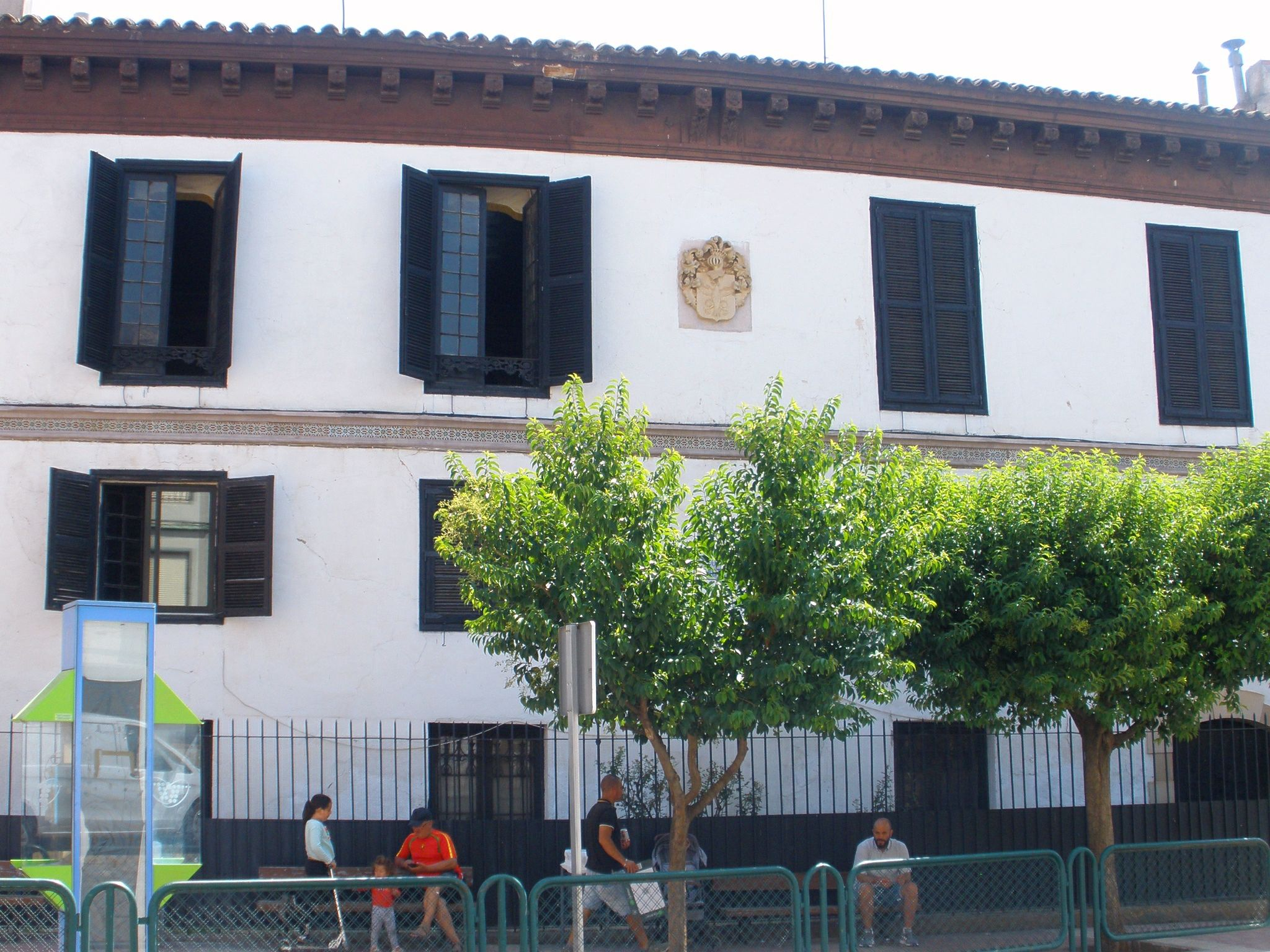
Palacio de Castellano.

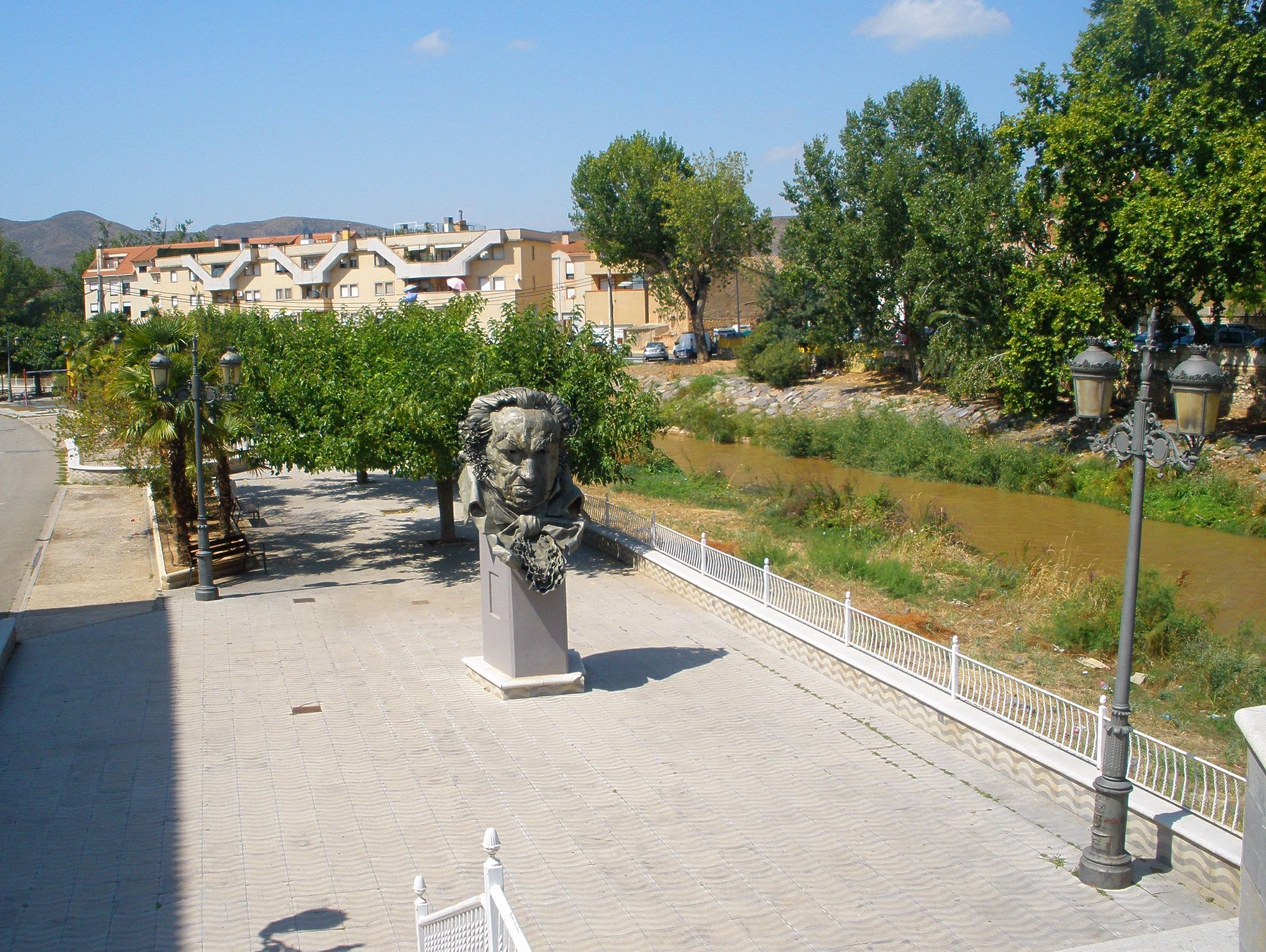
Monumento a Goya, junto al río Jalón.

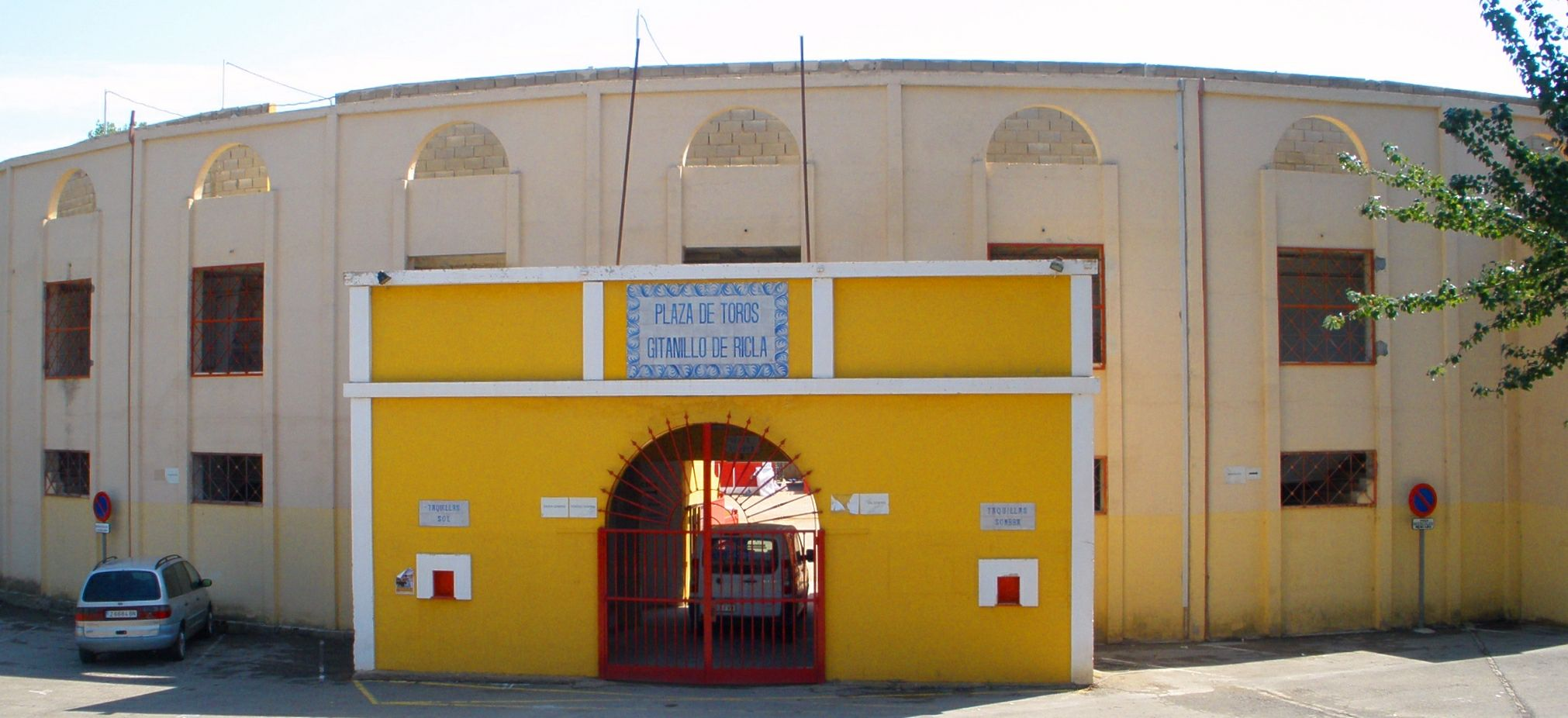
Plaza de Toros Braulio Lausín.

Las edificaciones más importantes se hallan en la plaza del Ayuntamiento, donde se encuentran la iglesia y otras construcciones interesantes, como la casa del Concejo o el propio ayuntamiento.
La iglesia, dedicada a la Asunción de Nuestra Señora, es una obra mudéjar rematada con una torre mixta. Fue edificada en varias de fases, entre finales del siglo XIV y el siglo XVI. Es un templo de ladrillo con portada neoclásica de piedra. Consta de una nave única de dos tramos y ábside poligonal cubierta con bóveda de crucería, decorada con agramilados geométricos de tradición mudéjar. El interior del templo contiene un retablo mayor, realizado entre 1688 y 1692 por Francisco de Asta. Uno de los retablos más importantes es el de la Virgen del Rosario, de fines del siglo XVI, atribuido al taller del importante escultor Damián Forment.
Especial interés tiene su torre, debido a un espectacular combinado mixto, ya que mientras la mitad inferior es de planta cuadrada, la superior —octogonal— se estira señorial hacia arriba. Construida en dos diferentes periodos, el cuerpo inferior con pináculos en las esquinas se edificó a mediados del siglo XVI y se terminó aproximadamente dos siglos después, en el año 1758, con el cuerpo octogonal y el chapitel actual. Como remate de este, se colocó una cruz de hierro forjada por Cristóbal Freislevaque en 1584.
Otro edificio notable, el castillo de Ricla, se emplaza sobre una peña. Del antiguo castillo quedan partes de un muro de  piedra y un caserón de ladrillo y materiales enlucidos, más bien  pequeño, con un curioso balcón sobre la peña. Aunque de origen musulmán, en torno a los siglos XV y XVI se levantó sobre el castillo un palacio de carácter fortificado. Conserva el escudo esculpido que representa una media luna en su interior.
Corresponde al linaje de los Luna, que en una época habitaron el castillo.
El Ayuntamiento está ubicado en una típica casa-palacio del siglo XVIII. La parte inferior del edificio se erigió en piedra y el resto en ladrillo. Fue reformado a finales del siglo XX.
La plaza del conde de Castellano es otro espacio interesante, en donde se sitúa el palacio del siglo XVIII que le da nombre. Junto a él, se encuentra el original acceso al convento de las Siervas de María, fundado a fines del siglo XIX por la condesa de Guerrero.
Además del Arco-Capilla de San Sebastián mencionado más arriba, otras construcciones que merece la pena señalar son los diversos peirones que se hallan en los alrededores; entre ellos, el Peirón de los santos Teopombo y Sinesio, en la salida de la carretera de Borja, es un bello pilón de ladrillo que se cree que se debió levantar en las postrimerías del siglo XVIII.
En las proximidades del Barranco Santo se encuentran numerosas bodegas, en donde destacan las llamadas «luminarias».
Se trata de chimeneas de respiración vertical de diversas formas y materiales que surgen sobre las laderas en las que están excavadas las bodegas, constituyendo interesantes ejemplos de arquitectura popular.

### Patrimonio natural
En el término municipal de Ricla se encuentra la Cueva de la Sima de Ricla, también conocida como las Cuevas de Mármol, de fácil acceso. Su interior contiene elementos característicos de una gruta tales como estalactitas y estalagmitas; entre el inicio del invierno y la primavera habitan en su interior murciélagos.

## Festividades
- Las fiestas en honor a Santa María Magdalena tienen lugar desde 1495, cuando se inició el voto a esta santa como principal patrona de la villa. Se celebran el 22 de julio, aunque en el pasado se celebraron en la segunda semana de octubre y, posteriormente, en la primera semana de septiembre.
- La festividad de San Teopompo y San Sinesio es el 21 de mayo. Hay que remontarse al año 303, época de las persecuciones a maniqueístas y cristianos por parte de Diocleciano, para encontrar el origen de la devoción a estos santos, los «Santicos» en Ricla.
- Otras fiestas importantes son las de la Virgen del Carmen, el 16 de julio, y las de la Virgen de la Media Villa, cuya cofradía fue la más importante y la que mayor influencia en Ricla durante siglos.

## Personas notables

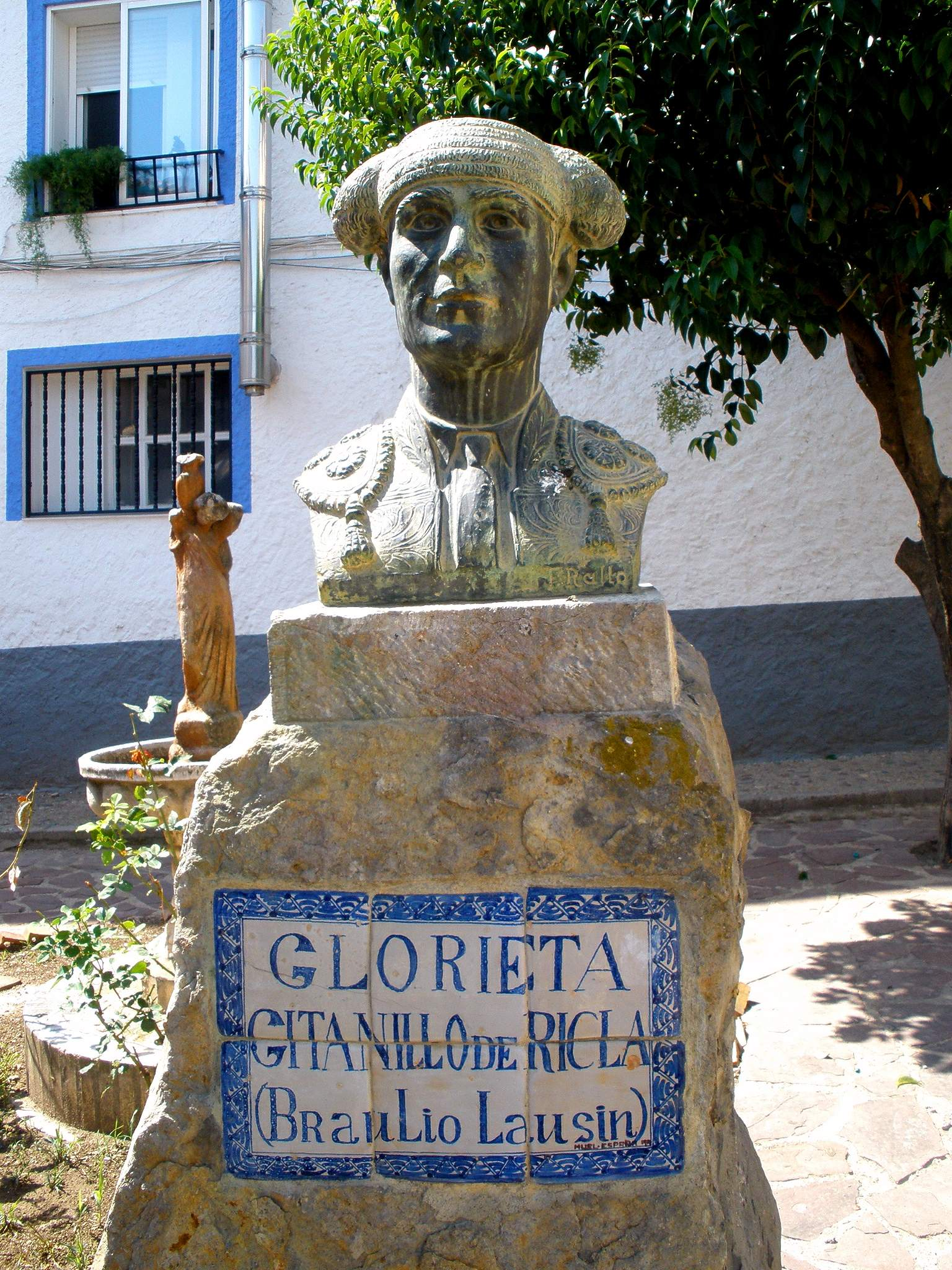
Monumento al torero Braulio Lausín, 'Gitanillo de Ricla', en su población natal

- Genaro Monreal (1894-1974), compositor que compuso alrededor de mil obras de diferentes estilos musicales que le hicieron ser reconocido como un gran talento. Entre su copiosa producción figuran éxitos como «El Lerele», «Tani» y, sobre todo, «La Campanera».
- Braulio Lausín (1898-1967), matador de toros apodado «Gitanillo de Ricla», y al que apodaron también, por su gran valor, «el Léon de Ricla». La plaza de Madrid fue escenario de algunos de sus más importantes triunfos; especialmente memorable fue la tarde del 16 de mayo de 1926, en la que el diestro alcanzó un éxito formidable.
- Mariano Arregui (1937-2010), campeón de jota al que se le dedicó una calle en Ricla en el verano de 1981.